# Didonia
Didonia — рід грибів. Назва вперше опублікована 1934 року.

## Класифікація
До роду Didonia відносять 7 видів:
- Didonia betulina
- Didonia carlinae
- Didonia carpinacea
- Didonia crataegi
- Didonia juniperina
- Didonia picea
- Didonia quercina